# 疣背糠虾目
疣背糠虾目（学名：Lophogastrida）也称疣糠虾目，为软甲纲的一个目。

## 下级分类
本目包括以下科：
- 长桡糠虾科 Eucopiidae
- Gnathophausiidae
- 疣背糠虾科 Lophogastridae
- Peachocarididae